# Carpe diem

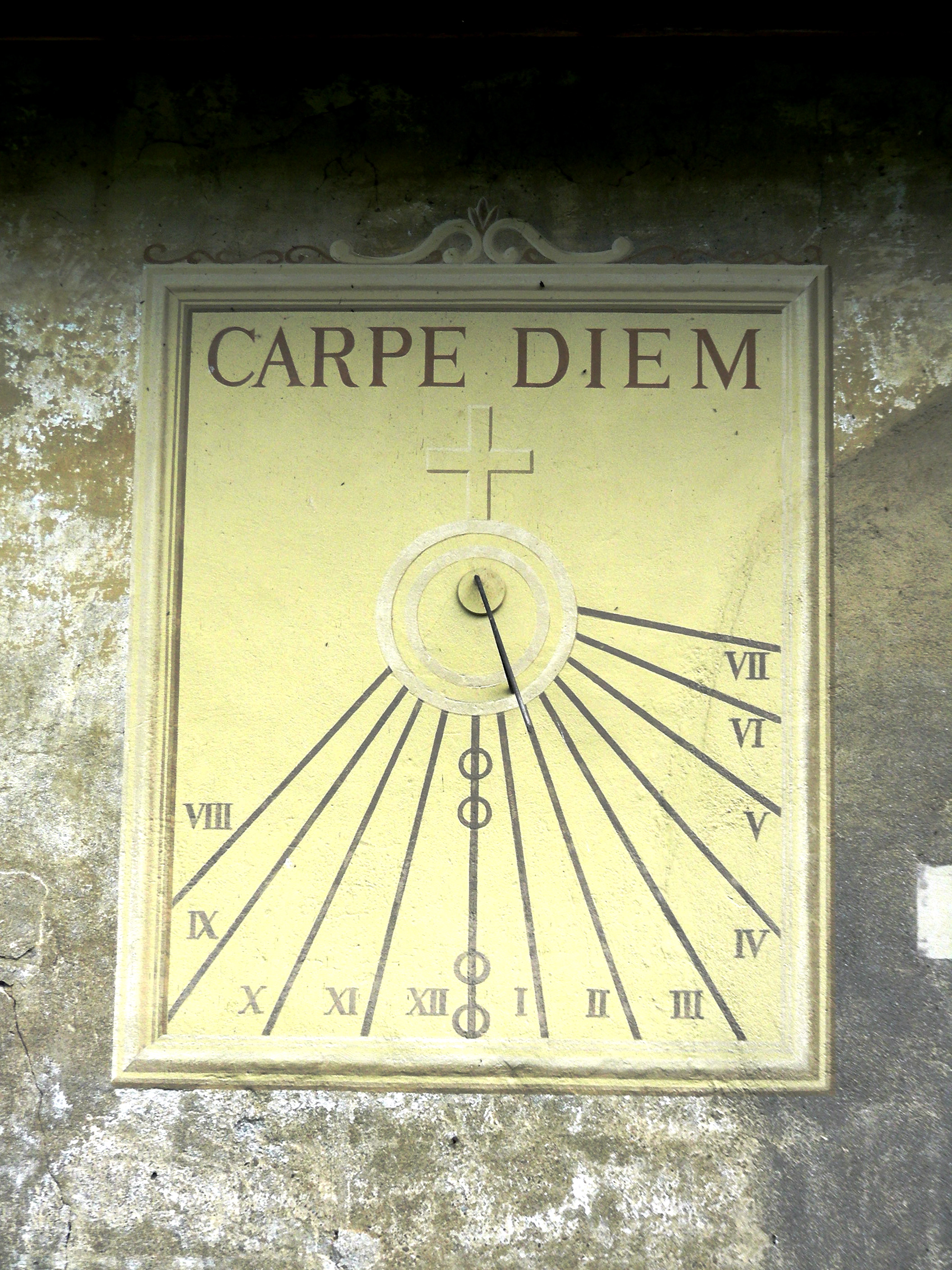
Carpe diem auf einer Sonnenuhr

Carpe diem (wörtlich: „Pflücke den Tag“) ist eine Sentenz aus der um 23 v. Chr. entstandenen Ode An Leukonoë des römischen Dichters Horaz (* 65 v. Chr., † 8 v. Chr.). Sie fordert in der Schlusszeile als Fazit des Gedichts dazu auf, die knappe Lebenszeit heute zu nutzen und das nicht auf den nächsten Tag zu verschieben. Im Deutschen wurde die Übersetzung „Nutze den Tag“ zum geflügelten Wort.
„Nutze den Tag“ oder „Genieße den Tag“ trifft den eigentlichen Kern der Redewendung nur unzulänglich. Die der natürlichen Welt entlehnte Metapher ruft ein Bild des Pflückens von Blumen oder Früchten wach, als eines im sinnlichen Erleben der Natur wurzelnden Augenblicks.
Der Appell ist hedonistisch nur im Sinn Epikurs gemeint, der für eine möglichst einfache Lebensweise eintrat.

## Autor, Quelle und Parodie
Horaz schrieb vier Lyrikbücher („Liber I–IV“) mit insgesamt 104 Gedichten („Carmina“). Das erste Buch enthält die Ode „An Leukonoë“ (wörtlich „die Klardenkende“) und wurde, wie das zweite und dritte, um 23 v. Chr. verfasst, das vierte entstand zehn Jahre später. Im Unterschied zu seinen griechischen Vorgängern war Horaz nur Dichter und nicht Musiker; deshalb waren seine „Lieder“ nicht vertont. Horaz verknüpft in ihnen gern die verschiedensten Themen, von Liebe, Freundschaft und Problemen des Alltags bis hin zu politischen und philosophischen Fragen. Mit treffenden Bildern, Aussparungen und leisen Untertönen gelingen ihm verhaltene, hintergründige Aussagen. Viele seiner Gedichte beginnen wuchtig und klingen dann leicht und heiter aus.

### Carmen I,11
| Original: Tu ne quaesieris (scire nefas) quem mihi, quem tibi finem di dederint, Leuconoe, nec Babylonios temptaris numeros. Ut melius quidquid erit pati! Seu pluris hiemes seu tribuit Iuppiter ultimam, quae nunc oppositis debilitat pumicibus mare Tyrrhenum, sapias, vina liques et spatio brevi spem longam reseces. Dum loquimur, fugerit invida aetas: carpe diem, quam minimum credula postero. | Übersetzung Frage nicht (denn eine Antwort ist unmöglich), welches Ende die Götter mir, welches sie dir, Leukonoe, zugedacht haben, und versuche dich nicht an babylonischen Berechnungen! Wie viel besser ist es doch, was immer kommen wird, zu ertragen! Ganz gleich, ob Jupiter dir noch weitere Winter zugeteilt hat oder ob dieser jetzt, der gerade das Tyrrhenische Meer an widrige Klippen branden lässt, dein letzter ist, sei nicht dumm, filtere den Wein und verzichte auf jede weiter reichende Hoffnung! Noch während wir hier reden, ist uns bereits die missgünstige Zeit entflohen: Genieße den Tag, und vertraue möglichst wenig auf den folgenden! |

Das Metrum (Versmaß) der Ode ist der in der lateinischen Lyrik relativ seltene asclepiadeus maior:
— — | — v v — | — v v — | — v v — | v x

Beispiel:
spēm lōngām rĕsĕcēs. Dūm lŏquĭmūr, fūgĕrĭt īnvĭda
aētās: cārpĕ dĭēm, quām mĭnĭmūm crēdŭlă pōstĕrō.
Christian Morgenstern parodierte das berühmte Lied des Horaz 1896 als „Studentenscherz“. Morgenstern griff dabei nicht nur den Inhalt des Vorbildes auf, sondern er ahmte auch das Metrum nach:

### Horatius travestitus I, 11
Laß das Fragen doch sein! Sorg dich doch nicht über den Tag hinaus!

Martha! Geh nicht mehr hin, bitte, zu der dummen Zigeunerin!

Nimm dein Los, wie es fällt! Lieber Gott, ob dies Jahr das letzte ist,

das beisammen uns sieht, oder ob wir alt wie Methusalem

werden: sieh’s doch nur ein: das, lieber Schatz, steht nicht in unsrer Macht.

Amüsier dich, und laß Wein und Konfekt schmecken dir wie bisher!

Seufzen macht mich nervös. Nun aber Schluß! All das ist Zeitverlust!

Küssen Sie mich, m’amie! Heute ist heut! Après nous le déluge!

## Barock

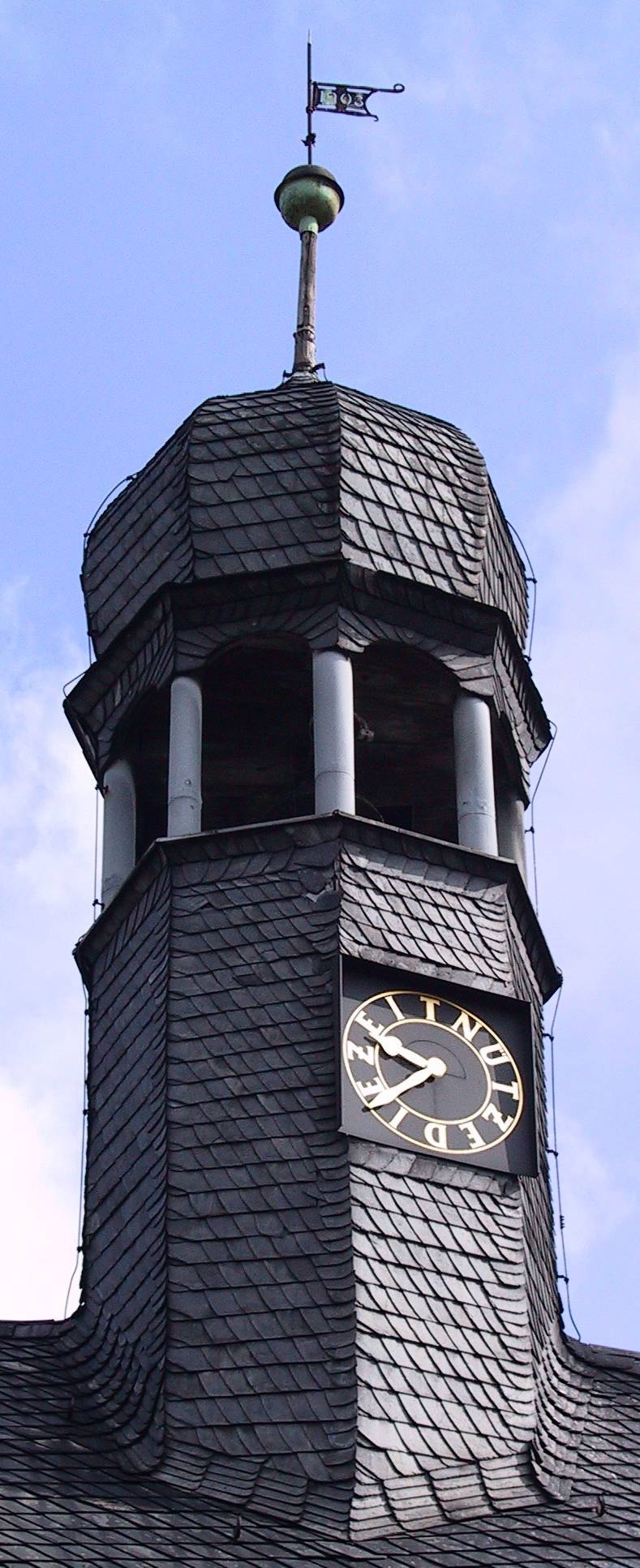
Kirchturm in Saara mit dem Text „Nütze die Zeit“ auf dem Zifferblatt

Carpe diem wird häufig als zentrales Motiv der Dichtung des Barock bezeichnet. Die Erfahrungen verheerender Kriege, im Heiligen Römischen Reich des Dreißigjährigen Krieges führten im 17. Jahrhundert zu einem starken Gefühl der Vergänglichkeit und damit des Vanitas-Motivs (Es ist alles eitel) und Memento mori (Bedenke, dass du sterben musst). Daraus entstand zugleich das Bedürfnis, das Hier und Jetzt zu nutzen. Die Sinnlichkeit des Barock und die Verspieltheit des Rokoko werden zentral auf diesen Appell zurückgeführt. Exemplarisch ist Martin Opitz’ Ode Ich empfinde fast ein Grawen von 1624. Ein Nachklang ist Johann Martin Usteris „Rundgesang“ Freut euch des Lebens, weil noch das Lämpchen glüht (1793).
Während aber Horaz, völlig diesseitsorientiert, sein „carpe diem“ als Aufforderung versteht, das einmalige Leben nicht ungelebt zu lassen, hat „carpe diem“ im jenseitsorientierten Christentum im Grunde keinen Platz. Das Bewusstsein der Endlichkeit ist – christlich verstanden – das Wissen um die größere Bedeutung des jenseitigen Lebens. Die Orientierung am Genuss, die im „carpe diem“ liegt, birgt also die Gefahr, dieses jenseitige Leben zu verspielen.

## Variationen

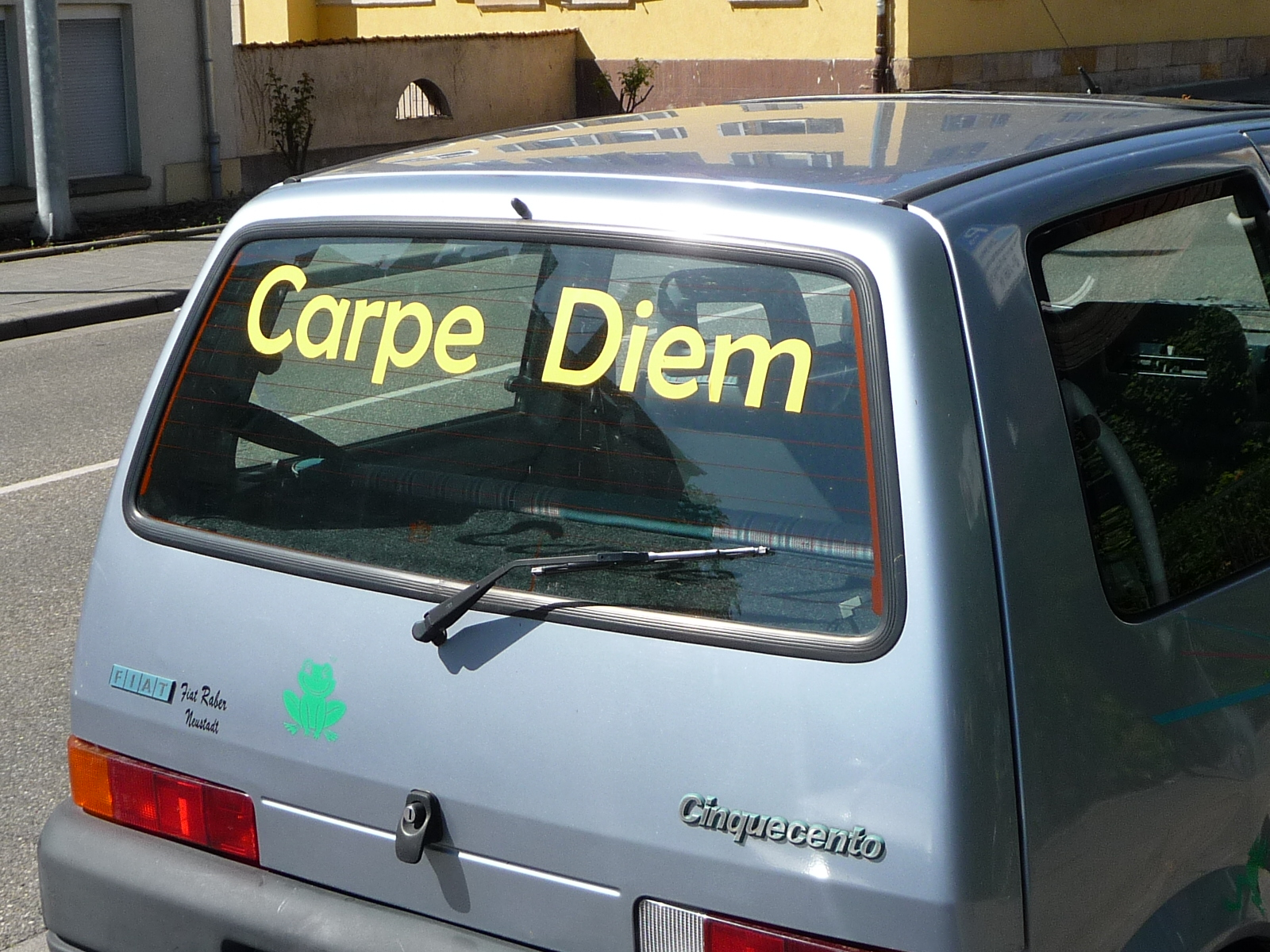
„Carpe Diem“ als Aufkleber auf der Heckscheibe eines Autos (2012)

- Die von Horaz’ Gedicht vermittelte Haltung, den Augenblick zu genießen und das Leben von der positiven Seite zu nehmen, ist auch zu anderen Zeiten zu finden, so im antiken Ägypten. Im ägyptischen Gespräch eines Lebensmüden mit seiner Seele steht in der 68. Zeile: Schemes heru nefer s:mech mech (keine ägyptologische Umschrift, sondern ägyptologische Aussprache), dt. Folge den schönen Tagen und vergiss die Sorgen![10]
- Hierher gehören auch die zahlreichen Variationen, die sich um die verwandten Motti Memento mori und Vita brevis, ars longa ranken.
- Das populäre, auf mittelalterliche Ursprünge zurückgehende Studentenlied Gaudeamus igitur variiert dasselbe Thema.
- Mehrere von Shakespeares Sonetten, vor allem der sogenannten Prokreationssonette 1–17, thematisieren das Carpe diem.
- Berühmt wurde das Gedicht des englischen Barockdichters Andrew Marvell (1621–1678) To His Coy Mistress, das eine spröde Schöne angesichts der Kurzlebigkeit ihrer Jugend zum (sexuellen) Genuss verführen will.
- Dasselbe Ziel verfolgt Robert Herricks Gedicht To the Virgins, to Make Much of Time, das die jungen Damen daran erinnert, wie vergänglich ihre Schönheit ist: „Pflückt Rosenknospen, solange es geht, die Zeit sehr schnell euch enteilt“
- Chesterton widersprach: „Viele der brillantesten Intellektuellen unserer Zeit drängen uns zur verkrampften Jagd nach seltenen Lustbarkeiten. […] Es ist die Religion des carpe diem; aber das ist nicht die Religion glücklicher, sondern höchst unglücklicher Menschen. Große Fröhlichkeit sammelt nicht die Rosenknospen, deren sie habhaft werden kann; ihre Augen hängen fest an der unsterblichen Rose, die Dante sah.“[11]
- Gottfried Kellers Gedicht „Abendlied“ schließt mit den Zeilen: „Trinkt, o Augen, was die Wimper hält, / Von dem goldnen Überfluß der Welt!“[12] Hier ist das Horaz’sche „carpe diem“ weitaus passender als in allen Barock-Gedichten, denn Keller formuliert – in Anlehnung an Ludwig Feuerbach –  eine völlig diesseitige Weltanschauung.[13]
- Im US-Filmdrama Der Club der toten Dichter von 1989 ermuntert ein Lehrer seine Schüler, jeden Tag ihres kurzen, vergänglichen Lebens im Sinne des horazischen Mottos Carpe diem (“Seize the day”) zu nutzen.[4]
- Auch in vielen heutigen Redensarten und Sprichwörtern findet sich diese Lebenseinstellung, beispielsweise im Akronym YOLO.